# Piotr Szpot (zm. przed 25 listopada 1556)
Piotr Szpot herbu Łabędź (zm. przed 25 listopada 1556 roku) – sędzia sandomierski w latach 1549-1556.
Poseł na sejm krakowski 1553 roku z województwa sandomierskiego.